# Sinusoide

Función seno para A = ω = 1 y φ = 0.

En matemática se denomina sinusoide o senoide a la curva que representa gráficamente la función seno. Es una curva que describe una oscilación repetitiva y suave. 
Su forma más básica en función del tiempo (t) es:
{\displaystyle y(t)=A\operatorname {sen}(\omega t+\varphi )}
La senoide es importante en física debido al hecho descrito por el teorema de Fourier que dice que toda onda, cualquiera que sea su forma, puede expresarse de manera única como superposición (suma) de ondas sinusoidales de longitudes de onda y amplitudes definidas. Por este motivo se usa esta función para representar tanto a las ondas sonoras como las de la corriente alterna.

## Ejemplo de audio
Una onda sinusoidal representa una frecuencia única sin armónicos, y acústicamente se considera un tono puro. La suma de ondas sinusoidales de diferentes frecuencias da como resultado una forma de onda diferente. La presencia de armónicos más altos, además de la frecuencia fundamental, provoca variaciones en el timbre, razón por la cual una misma nota musical tocada en diferentes instrumentos suena diferente.

## Características

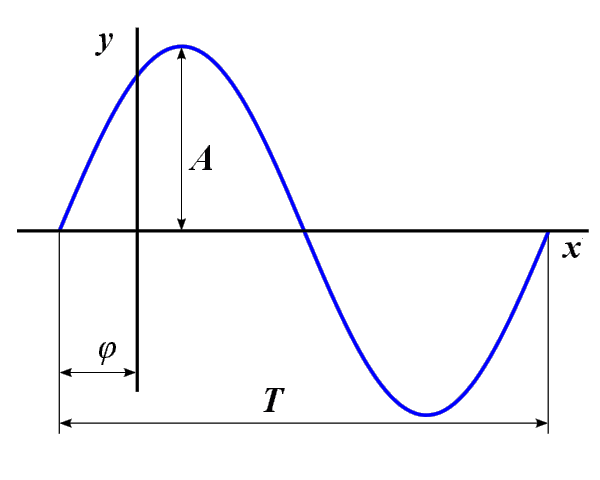
Figura 1: Parámetros característicos de una forma sinusoidal.

La sinusoide viene dada por las siguientes expresiones matemáticas:
{\displaystyle y(t)=A\ {\rm {sen}}\left(\omega t+\varphi \right)}
{\displaystyle y(t)=A\operatorname {sen}(2\pi ft+\varphi )}
{\displaystyle y(t)=A\ {\rm {sen}}\left({\frac {2\pi }{T}}t+\varphi \right)}
donde
- {\displaystyle t} es la variable independiente real, usualmente representando el tiempo en segundos.
- {\displaystyle A} es la amplitud de oscilación.
- {\displaystyle f} es la frecuencia de oscilación.
- {\displaystyle T} es el período de oscilación; {\displaystyle T={1}/{f}}.
- {\displaystyle \omega } es la velocidad angular; {\displaystyle \omega =2\pi f}.
- {\displaystyle \varphi } es la fase inicial.
- {\displaystyle \omega t} + {\displaystyle \varphi } es la fase de oscilación.

### Período (T) en una sinusoide
Es el menor conjunto de valores de {\displaystyle x} que corresponden a un ciclo completo de valores de la función; en este sentido toda función de una variable que repite sus valores en un ciclo completo es una función periódica, senoidal o sinusoidal.
En las gráficas de las funciones seno-coseno el período es {\displaystyle 2\pi }.

### Amplitud (A) en una sinusoide
Es el máximo alejamiento en el valor absoluto de la curva medida desde el eje x.
Desde un punto de vista más técnico, la amplitud de la sinusoide es la norma del supremo de la sinusoide:
{\displaystyle A=\|y\|_{\infty }=\sup _{x\in \mathbb {R} }|y(x)|}

### Fase inicial (φ) en una sinusoide
La fase da una idea del desplazamiento horizontal de la senoide.
Si dos sinusoides tienen la misma frecuencia e igual fase, se dice que están en fase.
Si dos senoides tienen la misma frecuencia y distinta fase, se dice que están en desfase, y una de las sinusoides está adelantada o atrasada con respecto de la otra.
Carece de sentido comparar la fase de dos sinusoides con distinta frecuencia, puesto que éstas entran en fase y en desfase periódicamente.

## Sinusoide y cosinusoide

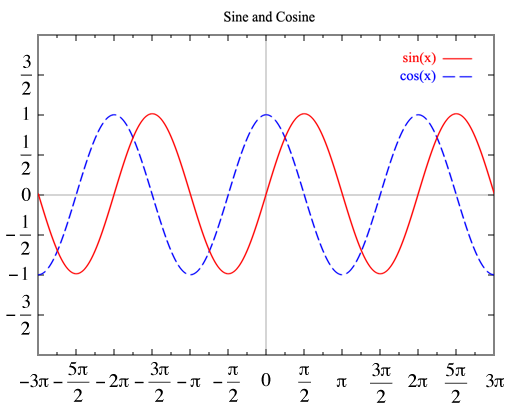
La representación gráfica del seno y coseno son funciones sinusoidales con fases diferentes

Obsérvese que la cosinusoide (coseno), o cualquier combinación lineal de seno y coseno con la misma frecuencia, se pueden transformar en una sinusoide y viceversa, ya que:
{\displaystyle {A\ {\rm {sen}}\left(\omega x+\varphi \right)=M{\rm {sen}}}\left(\omega x\right)+N\cos \left(\omega x\right)}
siendo
- {\displaystyle A^{2}=M^{2}+N^{2}\,}
- {\displaystyle \varphi =\arctan {\frac {N}{M}}}

Si M< 0, considérese {\displaystyle \varphi =\arctan {\frac {N}{M}}+\pi }
Para el caso particular {\displaystyle \varphi =\pi /2}:
{\displaystyle {{\rm {sen}}\left(\omega x+\pi /2\right)={\rm {cos}}}\left(\omega x\right)}
es decir, la función seno y la función coseno es la misma sinusoide desfasada (desplazada) {\displaystyle \pi /2} radianes.

## Como una función de posición y tiempo

El desplazamiento de un sistema de masa-resorte no amortiguado que está oscilando alrededor del equilibrio, a lo largo del tiempo, es una sinusoide.

Las sinusoides que existen tanto en posición como en tiempo tienen:
- Una variable espacial {\displaystyle x} que representa la posición de la dimensión en la cual la onda se propaga.
- Un número de onda angular {\displaystyle k}, que representa la proporcionalidad entre la velocidad angular {\displaystyle \omega } y la (velocidad de propagación) {\displaystyle v}:
  - el número de onda está relacionado con la velocidad angular por {\textstyle k{=}{\frac {\omega }{v}}{=}{\frac {2\pi f}{v}}{=}{\frac {2\pi }{\lambda }}} donde {\displaystyle \lambda } (lambda) es la longitud de onda.

Dependiendo de su dirección de viaje, pueden tomar la forma (con el tiempo {\displaystyle t} y en términos de la función seno para este ejemplo):
- {\displaystyle y(x,t)=A\operatorname {sen}(kx-\omega t+\varphi )}, si la onda se mueve a la derecha.
- {\displaystyle y(x,t)=A\operatorname {sen}(kx+\omega t+\varphi )}, si la onda se mueve a la izquierda.

### Ondas estacionarias
Cuando dos ondas con la misma amplitud y frecuencia que viajan en direcciones opuestas se superponen, se crea un patrón de onda estacionaria.
En una cuerda pulsada las ondas superpuestas son las ondas reflejadas desde los extremos fijos de la cuerda. Las frecuencias resonantes de la cuerda son las únicas ondas estacionarias posibles, que solo se producen para longitudes de onda que duplican la longitud de la cuerda (que corresponde a la frecuencia fundamental) y divisiones enteras de esta (que corresponden a armónicos superiores).

### Múltiples dimensiones espaciales
La ecuación anterior da el desplazamiento {\displaystyle y} de la onda en una posición {\displaystyle x} en tiempo {\displaystyle t} en una sola línea. Esto podría considerarse, por ejemplo, el valor de una onda a lo largo de un cable.
En dos o tres dimensiones, la misma ecuación describe una onda plana viajera si la posición {\displaystyle x} y el número de onda angular {\displaystyle k} se interpretan como vectores y su producto como el producto punto. Para ondas más complejas, como la altura de una onda de agua en un estanque después de que se ha dejado caer una piedra, se necesitan ecuaciones más complejas.

## Análisis de Fourier
El matemático francés Joseph Fourier descubrió que las ondas sinusoidales se pueden sumar como bloques de construcción simples para aproximarse a cualquier forma de onda periódica, incluidas las ondas cuadradas. Estas series de Fourier se utilizan frecuentemente en el procesamiento de señales y el análisis estadístico de las series temporales. La transformada de Fourier luego amplió las series de Fourier para manejar funciones generales y dio origen al campo del análisis de Fourier.